# Бирзек (замок)
Бирзек (нем. Burg Birseck) — средневековый замок в муниципалитете Арлесхайм в кантоне Базель-Ланд, Швейцария. Первые упоминания относятся к XIII веку. Замок признан памятником архитектурного наследия Швейцарии.

## История

### Ранний период
Вероятно, на месте нынешнего замка уже существовало укрепление в XII веке. Однако достоверных сведений об этом не имеется.
История нынешнего замка началась с того, что графы Фробурги со второй половины XII века стремились к расширению своих владений в регионе южного Зисгау. В качестве контрмеры епископ Базеля Лютольд фон Рёттельн в 1239 году купил холм рядом с монастырём Нидермюнстер для строительства крепости. По приказу епископа уже в 1243–1244 появились каменные укрепления замка Бирзек. При исследование каменной кладки в сохранившихся самых старых частях крепости обнаружены явные следы сильного пожара. Из этого можно сделать вывод, что замок Бирзек возведён на месте прежнего каменного здания с использованием оставшихся камней. Причины пожара неизвестны.
В 1245 году Людвиг фон Фробург отказался от притязаний на земли вокруг замка Бирзек, а также от территорий вокруг соседнего замка Райхенштайн. С конца XIII века Бирзек использовался как резиденция епископов. В 1270 году при епископе Генрихе фон Нойенбурге здесь побывал даже римский папа.
Во время Базельского землетрясения 1356 года замок серьёзно пострадал. Возможно, именно с той поры в каменной кладке образовались глубокие трещины. Судя по некоторым признакам, значительный ущерб замку принёс и сильный пожар, случившийся в тот же период времени. Так как военное значение значение замка снизилось, а средств на его у епископов не хватало, то в 1373 году Бирзек был отдан во владение рыцарям семьи фон Рамштайн.
В 1435 году замок вновь вернулся в собственность епископов Базеля. Здесь разместились различные административные службы региона. В частности, в замке находился суд и епископскими судебные приставы. В XV стены были украшены зубцами.

### Ренессанс

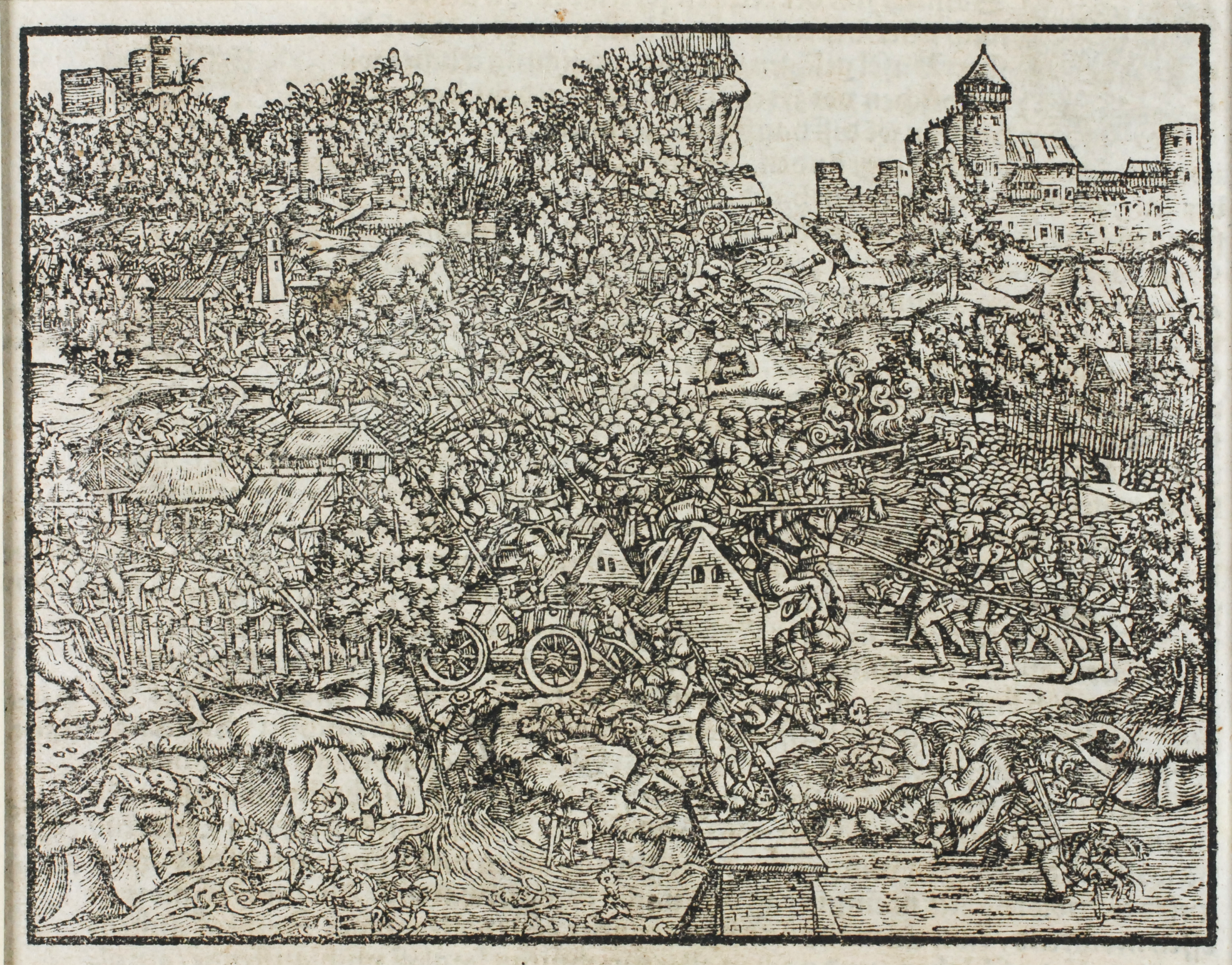
Замок на рисунке 1548 года

В XVII веке прошла масштабная реконструкция замка. Появились новые ворота, были перестроены жилые здания внутри и возведена часовня. Укрепления Бирpека были серьёзно усилены. Во время Контрреформации он вновь стал основной резиденцией епископа. На рубеже XVI–XVII веков здесь постоянно проживал епископ Якоб Кристоф Бларер фон Вартензее.

### XVIII век

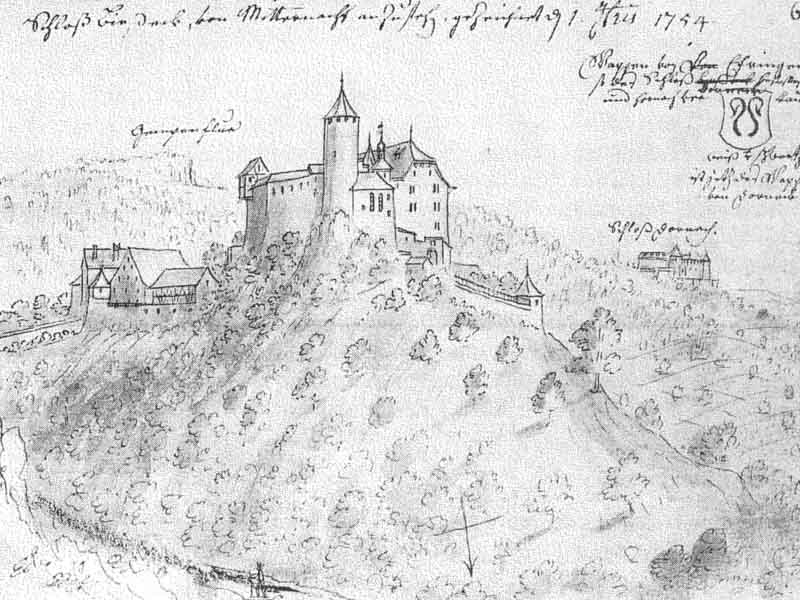
Замок на рисунке 1754 года

В середине XVIII века прежний разводной мост заменили постоянный каменным. Сам замок к концу столетия пребывал в плачевном состоянии. Он уже не мог использоваться как представительная резиденция и одновременно утратил прежние военные функции. Поэтому в 1763 году по приказу Карла фон Андлау судебные приставы переместили своё местопребывание в расположенную и подножья замка деревню. Однако какие-то ремонтные работы в замке всё же производились. Хоть и в скромных масштабах. Во всяком случае в 1776 году были укреплены стены и починены перекрытия.
Во время Великой французской революции в 1793 году некоторые части замкового парка и несколько зданий замкового комплекса оказались подожжены местными жителями. В 1794 году руины Бирзека были проданы с аукциона. С тех пор замок долгое время использовался как склад стройматериалов. Фермеры начали разбирать каменную кладку для строительства своих хозяйственных построек.

### XIX век

Замок на картине Йоханна Штунца, около 1800 года

В 1808 году руины выкупили Конрад Карл Фридрих фон Андлау-Бирзека (сын Карла фон Андлау) и каноник Генрих фон Лигерц. Бергфрид и часовня были отреставрированы в неоготическом стиле. В ходе дальнейших реставрационных работ были восстановлены Рыцарский зал и зубчатые стены.

### XX век
В 2000 году северная часть внешней стены частично обрушилась. Под угрозой обрушения находились и другие здания комплекса. Поэтому немедленно начались ремонтные работы. Второй этап реконструкции, включавший реставрацию, последовал в 2005 году. В этот же период времени был проведены археологические изыскания. Замок Бирзек снова открыт для посетителей с 2007 года.

## Современное использование
Замок является популярной достопримечательностью Базеля. С его стен открываются прекрасные виды.
Управлением комплексом занимается фонд Ermitage Arlesheim und Schloss Birseck.

## Расположение
Замок построен на скалистом горном отроге, который доминирует над окружающей долиной и поместьем Эрмитаж. Замок является популярной достопримечательность региона. Его видно издалека, в том числе из многих мест Базеля. В настоящее время до комплекса можно добраться из центра города на трамвае.
Бирзек является одним из четырех замков, которые расположены с севера на юг вдоль горных склонов исторического региона Бирзек. Из этих крепостей хорошо сохранился замок Райхенштайн. Ещё два лежат в руинах.
Замок с западной, южной, северо-западной и юго-восточной сторон защищен крутыми скалистыми склонами. Рядом расположен крупнейший в Швейцарии ландшафтный парк «Эрмитаж». Изначально вход в замок существовал только с северо-восточной стороны. Но в настоящее время попасть внутрь можно и со стороны парка «Эрмитаж».

## Описание замка
Комплекс Бирзек состоит из основного замка, который восстановлен лишь частично, а также просторного форбурга, в котором до сих пор находится ферма с жилым домом и хозяйственными постройками. В основной замок можно было попасть по подъёмному мосту. Причём глубокий ров, через который он переброшен, был специально прорублен в скалах при строительстве крепости. Цитадель ранее была окружена кольцевой стеной, которая сохранилась лишь частично.

## Стоянка древнего человека
Недалеко от замка обнаружено древнейшее захоронение эпохи неолита на территории Швейцарии. Оно находится в пещере Бирзек-Эрмитаж. Захоронение произведено между 5400 и 5000 годами до н. э. В могиле найден скелет мужчины 30-40 лет. У его ног были сложены несколько камней.

## Галерея

Вид замка c высоты птичьего полёта
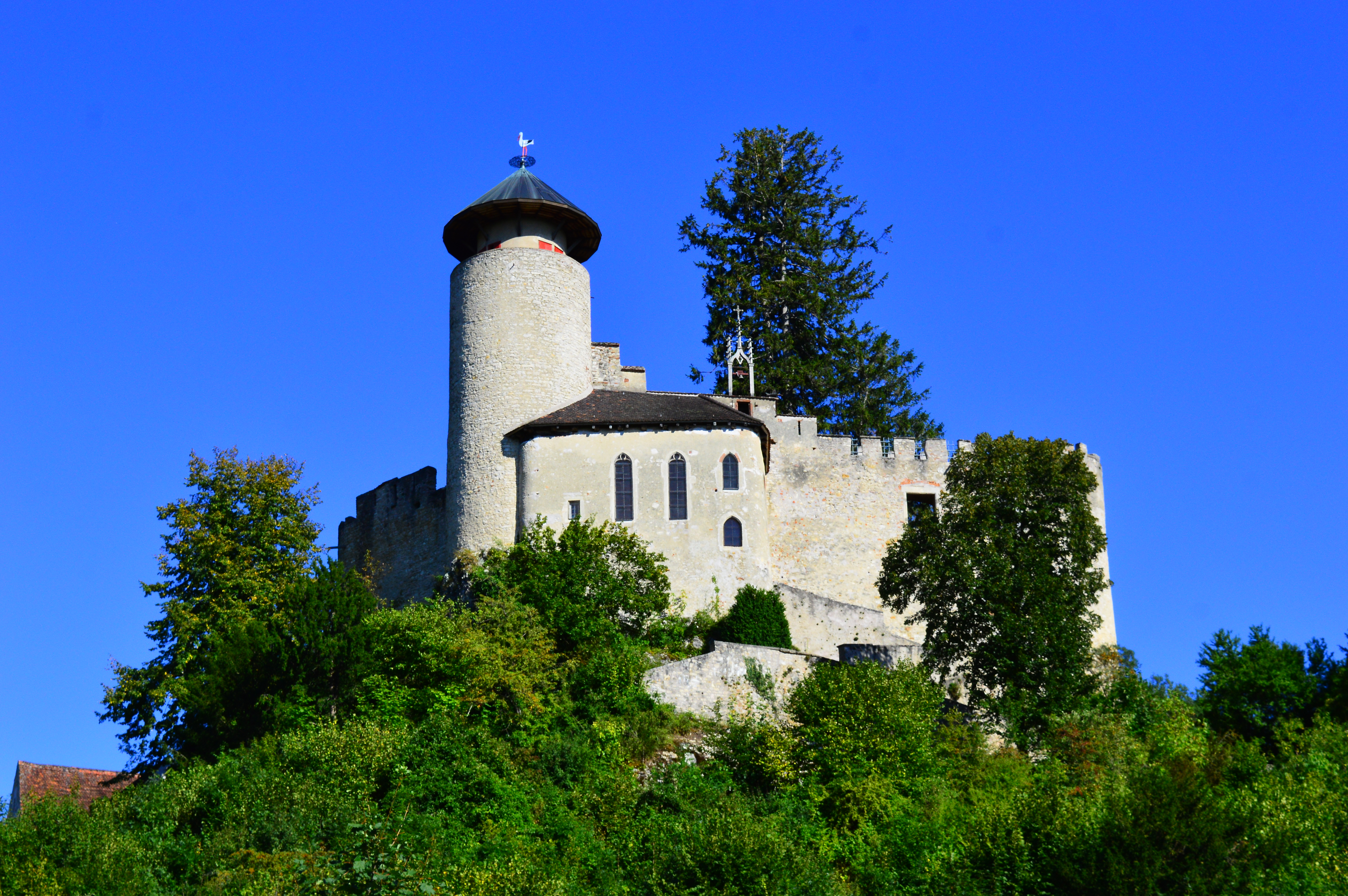
Замок со стороны парка «Эрмитаж»
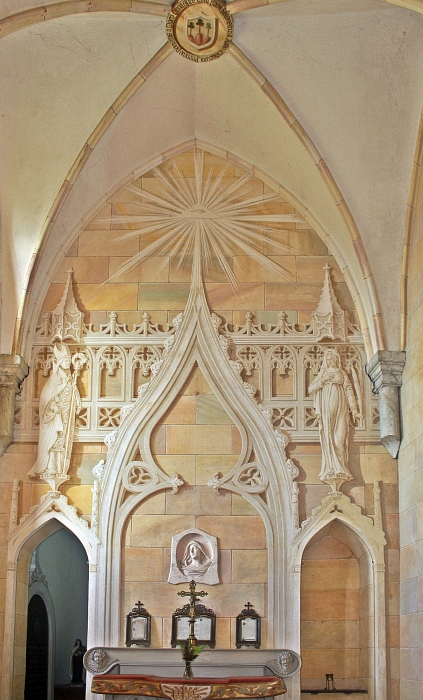
Внутри замковой капеллы
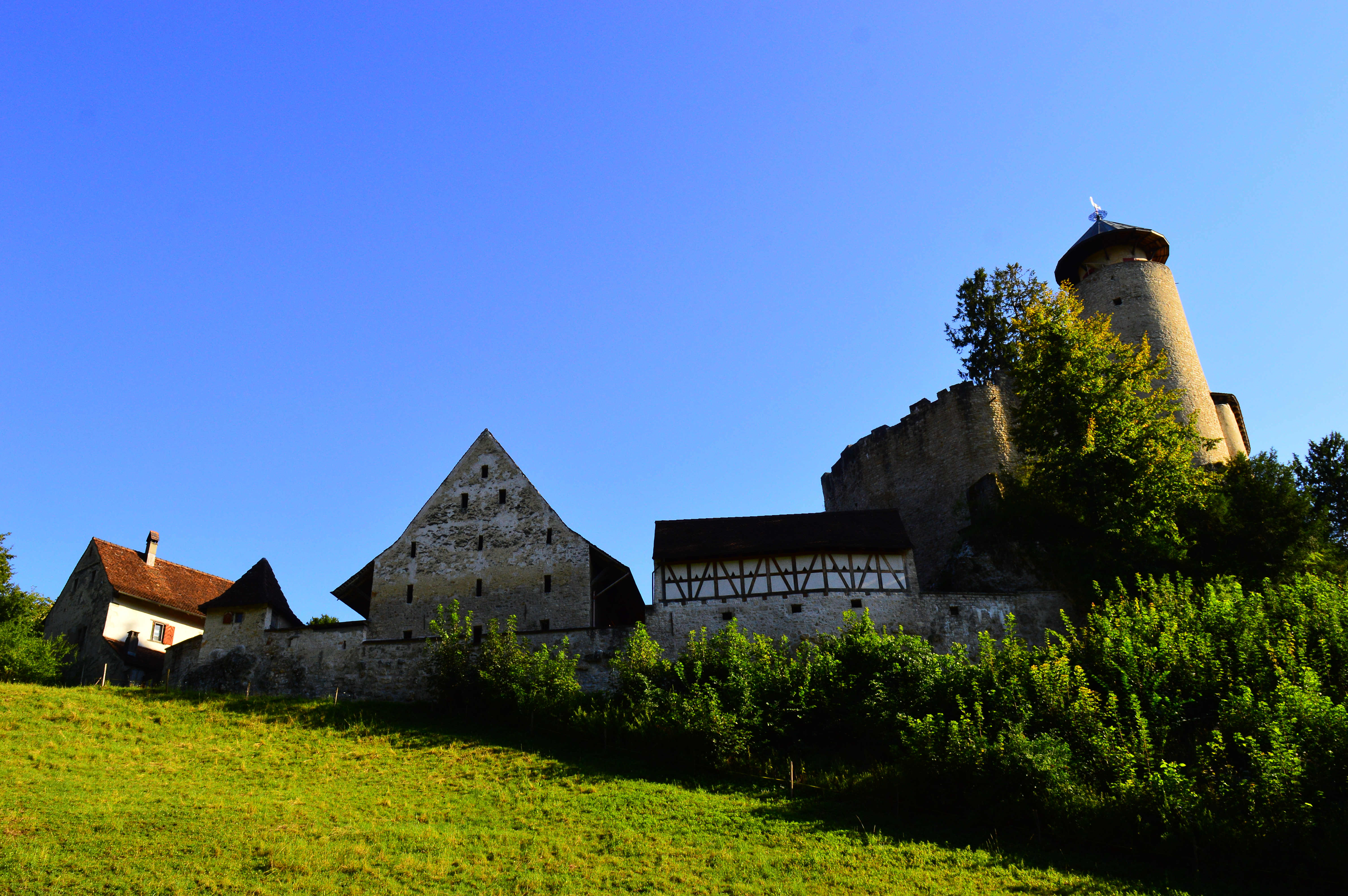
Ферма в форбурге и бергфрид замка
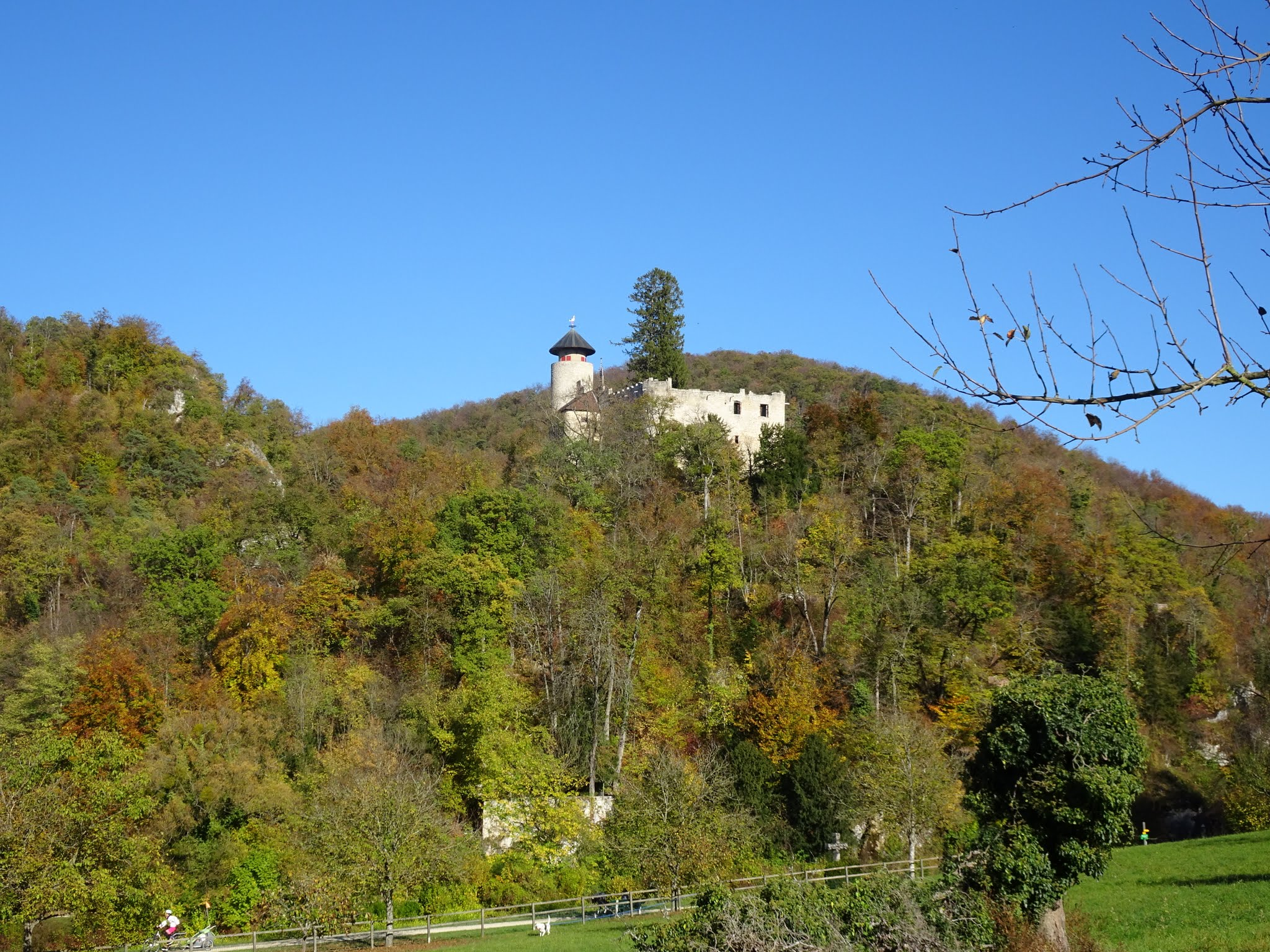
Вид из долины